# Gradbena fakulteta v Sarajevu
Gradbena fakulteta (izvirno bosansko Građevinski fakultet u Sarajevu), s sedežem v Sarajevu, je fakulteta, ki je članica Univerze v Sarajevu.